# A Second to Midnight
A Second to Midnight è un singolo della cantante australiana Kylie Minogue e del cantautore inglese Years & Years (Olly Alexander) uscito il 6 ottobre 2021. Il brano è il primo singolo estratto dalla re-issue del quindicesimo album studio di Kylie Minogue Disco: Guest List Edition ed è incluso anche nella versione deluxe del terzo album di Years & Years, Night Call, uscito il 7 gennaio 2022. 
Si tratta della seconda collaborazione tra Kylie e Olly Alexander dopo Starstruck.

## Classifiche
| Classifica (2021) | Posizione massima |
| ----------------- | ----------------- |
| Australia         | 43                |
| Giappone          | 8                 |
| Regno Unito       | 13                |
| Stati Uniti       | 26                |
| Ungheria          | 37                |

## Date di pubblicazione
| Paese     | Data             | Formato/i             | Etichetta     | Note  |
| --------- | ---------------- | --------------------- | ------------- | ----- |
| Mondo     | 6 ottobre 2021   | CD, download digitale | Darenote, BMG | [ 1 ] |
| Australia | 8 ottobre 2021   | Airplay               | Mushroom      | [ 2 ] |
| Russia    | 12 ottobre 2021  | Airplay               | BMG           | [ 3 ] |
| Mondo     | 12 novembre 2021 | CD                    | Darenote, BMG | [ 1 ] |